# ولید کریم علی
ولید کریم علی (عربی: وليد كريم علي؛ زادهٔ ۶ اکتبر ۱۹۹۷) یک بازیکن فوتبال است.
وی همچنین در تیم ملی فوتبال Iraq U-20 بازی کرده است.